# Omnium Gatherum
Omnium Gatherum est un groupe de death metal mélodique finlandais, originaire de Karhula. Formé en 1996, le groupe est actuellement signé chez Lifeforce Records et compte au total quatre démos, un EP, ainsi que six albums studio au cours de sa carrière. Débutant dans le death metal mélodique, ils se sont progressivement orientés vers un style plus progressif, se disant inspirés de groupes tels que At the Gates, In Flames, Dissection, Dark Tranquillity, mais aussi Megadeth, entre autres.

## Biographie

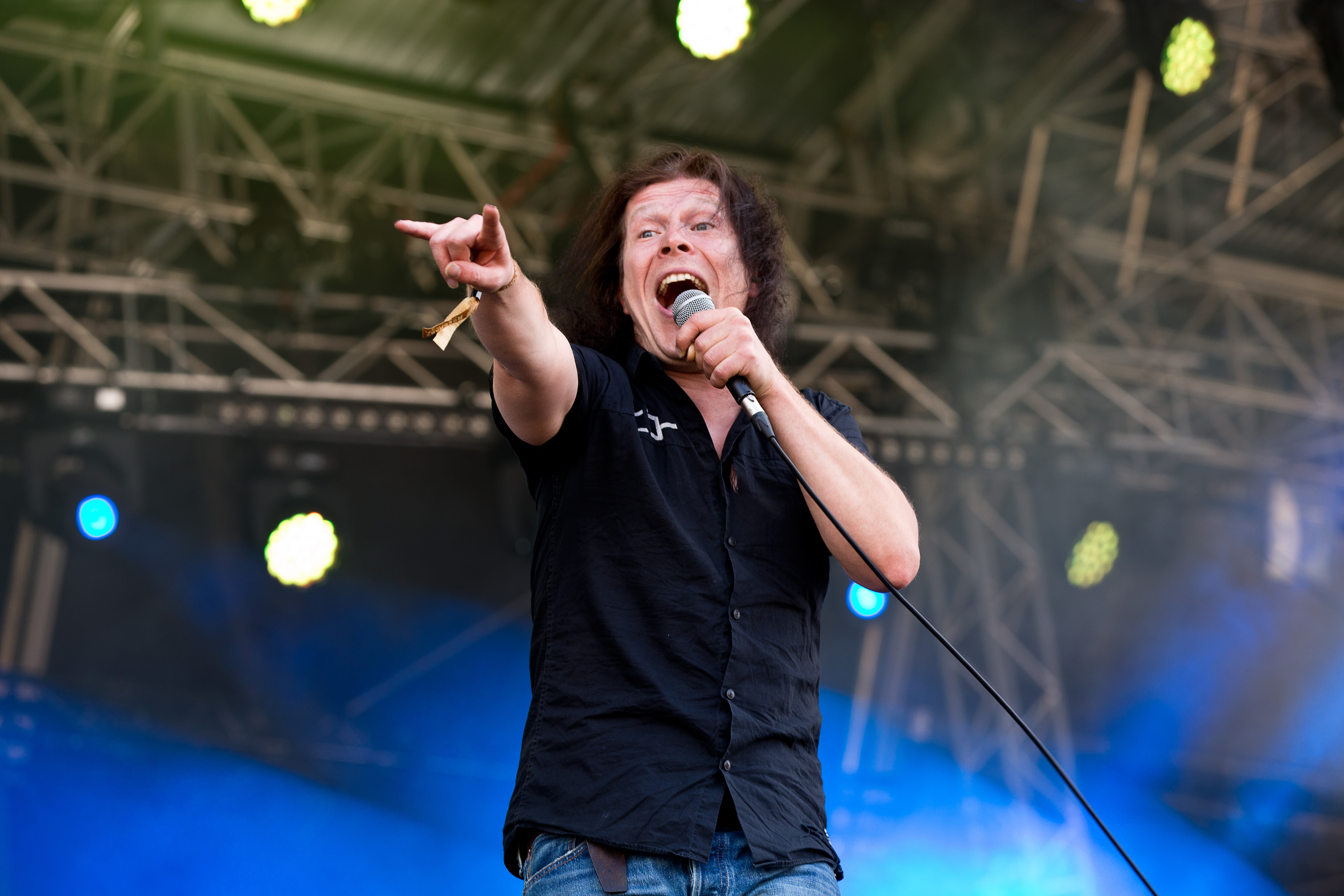
Le chanteur Jukka Pelkonen au Rockharz en 2016.

Après avoir publié quatre démos, ils signent au label Rage of Achilles, Leur premier album, Spirits and August Light, est publié en avril 2003 via Rage of Achilles, qui permet au groupe de se populariser. Au printemps 2006, le chanteur Antti Filppu est remplacé par Jukka Pelkonen aka J. Stuck Here on Snakes Way est le premier album d'OG à faire participer J au chant ; il est publié en avril 2007 après leur tournée britannique, et leur signature au label Candlelight Records. L'album permet au groupe de tourner avec notamment Dark Tranquillity, Caliban et Entombed, et atteint la 31e place.
Le quatrième album d'Omnium Gatherum, The Redshift, est enregistré aux studiod Sound Supreme et SouthEastSounds au printemps 2008 et est mixé et masterisé à l'Unisound Studio en Suède par Dan Swanö, qui commentera l'album selon ses propres termes : « Je hais les groupes comme Omnium Gatherum, ils sont trop bons et ça me fait chier !!! Leur mélange de mélodie et de son agressif est tellement bon que j'en aurai presque volé l'album et vendu en mon nom. :) On trouve pas mieux depuis des années. » L'album The Redshift (2008) permet au groupe de tourner en Europe avec Nile et Grave en 2008, et avec Swallow the Sun et Insomnium en 2009, et atteint même la 24e place des classements finlandais,,. En été 2008, le bassiste Eerik Purdon annonce son départ d'Omnium Gatherum, et est remplacé en 2009 par Toni Mäki.
En août 2010, Omnium Gatherum annonce sa signature au label Lifeforce Records pour un prochain album, et le départ de leur ami et guitariste Harri Pikka. Omnium Gatherum entre ensuite en studio pour enregistrer son cinquième album prévu en 2011. Le guitariste Markus Vanhala s'occupera des morceaux de guitare. Le mixage et le mastering seront encore une fois effectué par Dan Swano. New World Shadows, leur cinquième album, est publié en Allemagne, en Autriche et en  Suisse, le 4 février 2011, en Finlande, en Suède et en Hongrie le 9 février, dans le reste de l'Europe le 7 février, et en Amérique du Nord le 1er mars. New World Shadows atteint la cinquième place des classements finlandais. Le 17 juin 2011, l'arrivée de Joonas « Jope » Koto chez Omnium Gatherum est annoncé,e en tant que second guitariste, en remplacement de Harri Pikka, qui quittera le groupe en 2010.
Le 10 juillet 2015, le groupe annonce avoir terminé un nouvel album.

## Membres

### Membres actuels
- Jukka Pelkonen – chant (depuis 2006)
- Markus Vanhala – guitare (depuis 1996)
- Joonas « Jope » Koto (To/Die/For) – guitare (2009, 2010-2011 : session, depuis 2011)[8]
- Aapo Koivisto – claviers (depuis 2005)
- Erkki Silvennoinen – basse (depuis 2012)
- Tuomo Latvala – batterie (depuis 2016)

### Anciens membres
- Olli Lappalainen – guitare (1996-1997)
- Olli Mikkonen – basse (1996–1997)
- Jari Kuusisto – basse (1997–1998)
- Ville Salonen - batterie (1996–1999)
- Mikko Nykänen – claviers (1996–1999)
- Olli Lappalainen – chant (1996–2000)
- Tomi Pekkola – claviers (1999–2001)
- Mikko Pennanen – claviers (2001–2003)
- Jukka Perälä – claviers (2003–2005)
- Antti Filppu – chant (2000–2006)
- Janne Markkanen – basse (1998–2007)
- Eerik Purdon – basse (2007-2008)
- Harri Pikka – guitare (1997–2010)
- Toni « Tsygä » Mäki – basse (2009–2012)
- Jarmo Pikka  - batterie (1999-2016)